# ميناء قابوس
ميناء السلطان قابوس بوابة عمان المفتوحة على العالم.

ميناء السلطان قابوس - بانوراما

## الأهمية التاريخية
نشأت أهمية مطرح في الماضي عن اتخاذها للاتصال بين ميناء مسقط والمناطق بداخل عمان، إذ كانت السلع التي تفرغ من السفن في ميناء مسقط تنقل في قوارب صغيرة إلى مطرح ومن هناك بواسطة قوافل الجمال إلى داخل البلاد.

## الأهمية الاستراتيجية
وقد اضطرت مسقط في العهد القريب إلى التنازل عن وظيفتها كميناء إلى مطرح ، تلك الوظيفة التي كانت تحتفظ بها أثناء وجود البرتغاليين وبفضل الخليج الضيق سهل الدفاع عنه. وقد تم ذلك بسبب أن إنشاء ميناء حديث لإستقبال السفن ذات الغاطس الكبير ولاستيعاب كمية السلع الواردة التي تزداد باستمرار يستلزم ظروفا طبيعية أفضل. تشمل مميزات موقع مطرح في اتساع خليجه وفي سهولة الوصول إليه من داخل البلاد بوسائل المواصلات.

## التطور الزمني للميناء
وبدأ تخطيط الميناء في عام 1968 بهدف الوصول إلى خمسة مراسي بمراحل بناء متعددة حتى عام 1980. إلا أن انفتاح البلاد في يونيو 1970 قد أدى إلى تنفيذ مشروع أضخم يتفق مع التطور المنتظر بطريقة أفضل. وفي عام 1974 انتهى بناء الميناء الجديد ((ميناء قابوس)).

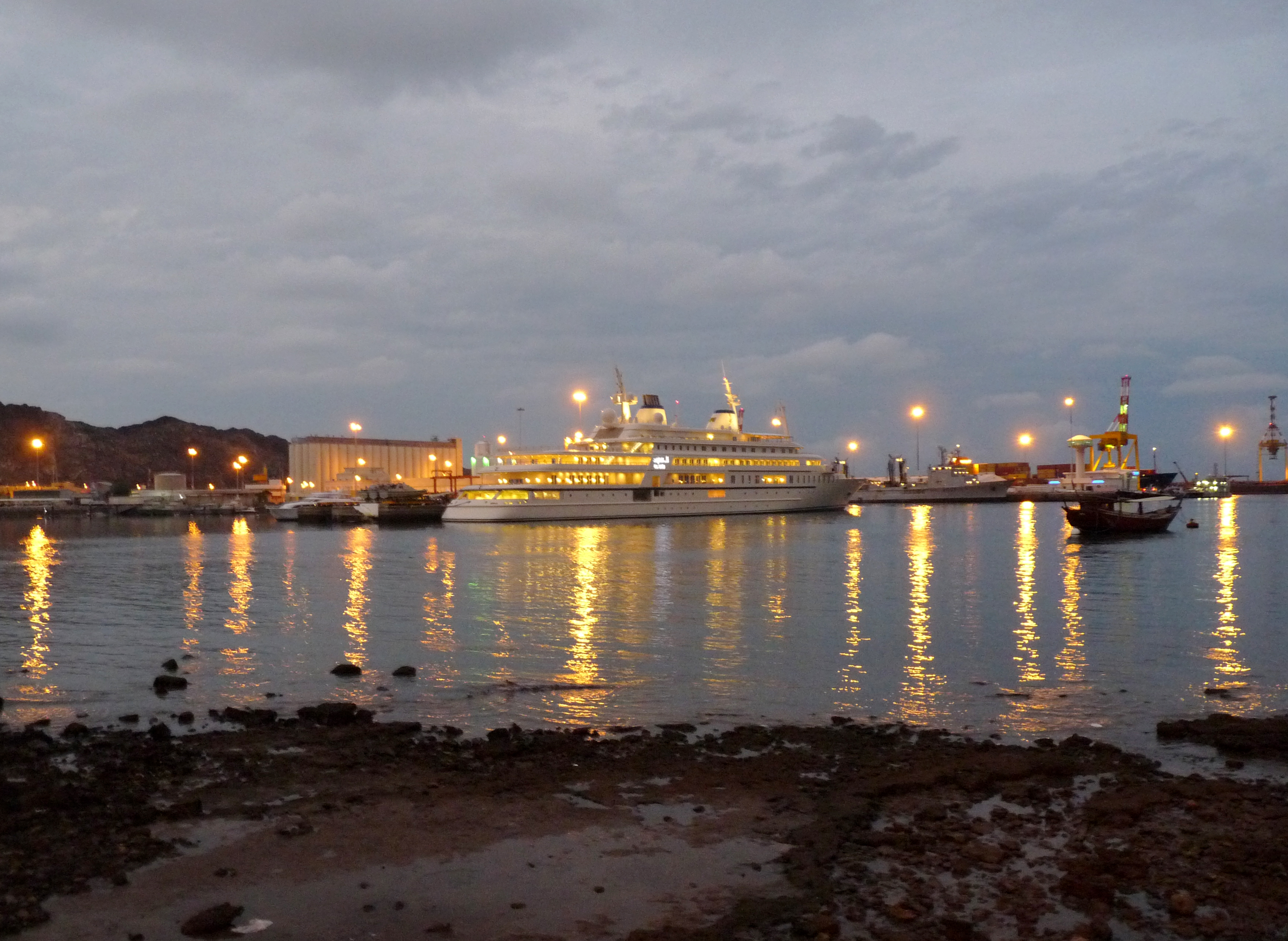
ميناء سياحي

## أرقام وحقائق
يشمل الميناء ثماني سقائف ترانزيت وتسعة مراسي مياه عميقة ومرسيين للصنادل ومرسى واحد لكل من الزوارق الشراعية والقوارب الصغيرة، كما يشمل سلوة إسمنت وصومعة غلال. وقد تم استيراد بضائع يفوق وزنها مليونَي طن عن طريق ميناء مطرح في عام 1975، حيث أتت السفن التي رست في مطرح والبالغ عددها 563 سفينة من أكثر من 50 دولة.

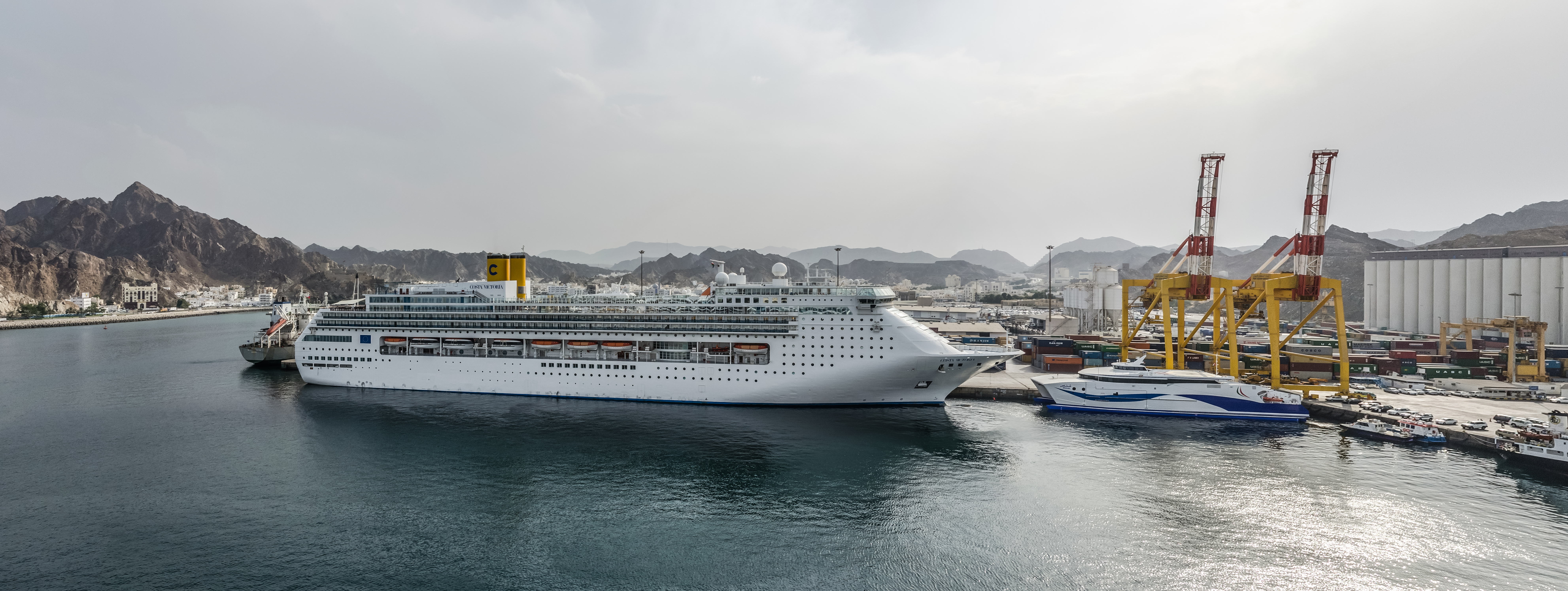
سفينة كوستا فيكتوريا راسية في ميناء السلطان قابوس

## الوضع الحالي
إلا أن هذا الميناء قد أصبح الآن يكاد لا يكفي للحاجات المتزايدة التي تتطلبها التنمية الشاملة في عمان، وبدأت خطط لتوسيعه ولبناء موانئ في ((صحار)) و ((صور)) وكذلك خطط أخرى لتطوير ميناء ((ريسوت)) و ((الدقم)) وذلك للمشاركة في توسيع مجال استقبال السلع المستوردة والصادرات مع الإبقاء على ميناء السلطان قابوس كميناء سياحي.